# Labrundinia maculata
Labrundinia maculata är en tvåvingeart som beskrevs av Roback 1971. Labrundinia maculata ingår i släktet Labrundinia och familjen fjädermyggor. Inga underarter finns listade i Catalogue of Life.